# Sennecey-lès-Dijon
Sennecey-lès-Dijon è un comune francese di 2 257 abitanti situato nel dipartimento della Côte-d'Or nella regione della Borgogna-Franca Contea.

## Società

### Evoluzione demografica
Abitanti censiti